# دژ کرم‌ها: محاصره شده
دژ کرم‌ها: محاصره شده (انگلیسی: Worms Forts: Under Siege) بازی استراتژی توپخانه ای سه بعدی است که توسط شرکت تیم۱۷ در سال ۲۰۰۴ ساخته شده‌است.